# デラ☆エロパラ
『デラ☆エロパラ』（デラ エロパラ）は、GyaOジョッキーで生放送されたエロバラエティ番組である。2009年4月7日から放送開始した。
前番組は「エロ生☆パラダイス」。エロパラシリーズはGyaOジョッキーのエロ系番組では、最長の約2年間の放送期間をもっていた。GyaOジョッキー閉局とともに番組も終了した。

## 概要
ゲストは、子供用三輪車に乗りパンツが見える状態で漕ぎながら登場する。透け乳首は“OK”とされているが、生はNGである。エクストラカメラ（エロカメラともいう）は机の下にあり、ゲストやアシスタントの下半身などを主にとっている。
MCからゲストへの定番の質問があり「お名前と好きなチ○コのタイプは?」と問いかけている。お土産のAVは森田悟が一週持ち帰り、次回の視聴者プレゼントになる
2と8の付く日の放送は、ノーパンデーとしてアシスタントはノーパンで参加する。
視聴者からの物品提供物がコーナーで使われたりする。たまに、企画会議が放送されることがあり、そこで企画が採用されるかが決まる。
番組総決算の締めは始末書覚悟の仕込みだった。「今まで有難う御座いました！！」と「デラ（君野）・エロ（かすみ）・パラ（長谷川）」と書いたテープを貼って乳首を隠しただけの生乳房露出で放送終了した。

## 出演者
レギュラー
- MC - 森田悟（スパローズ）
- SEXアシスタント - 長谷川瞳[6]／かすみ果穂[7]（隔週出演）

ゲスト

## エロパラ用語
この番組で決まっているオブラートに包んだ用語で、番組名が変わってもその流れは踏襲している。
- クロマティー：女性器の事。「エロ☆パラNight」で誕生した言葉。#5（2009/5/12）で「アントニオ」という名前も誕生したが、それはあまり広まらなかった。
- リングス：クンニリングスを略したもの。 「エロ生☆パラダイス」で誕生した言葉。
- ポルソサッソ：韓国語で「もう出（射精）しちゃったの?」という意味。前番組のアシスタント君野の鉄板ネタ。

## コーナー

### エロ☆パラNight からの継続企画
プレゼント争奪!べーすけ大喜利
お題に対して大人向けの解答を募るコーナー。優秀解答者には、セクシーポラや前回ゲストのお土産AVがプレゼントされる。
コスプレ生着替えSuper
私服から制限時間内にコスプレを選んでもらい生着替えをするコーナー。このときは、ゲストに頼んでノーブラになってもらう。
チュンチュンゲームHyper&告知
生着替え後に告知をしようとするゲストに「ちょっと待った!!」と止められゲームに参加してもらう。その衣装か白のタンクトップで水鉄砲の攻撃を受ける。
その結果、透け乳首となりそのまま告知に入るが、フリップより乳首を中心に映されることが多い。
おかずになる一言
毎回最後に、アシスタントとゲストが視聴者の夜のおかずになるような一言を言ってもらう。

### エロ生☆パラダイスからの継続企画
ラップでチュウチュウ
チャッターからのメール企画を生放送中に採用。カメラレンズにラップをかぶせてキスやラップを舐めるなどの行為をする。なめている姿などを別のカメラで映すなどカメラマンなどが試行錯誤してエロく見せようとしている。
エア騎乗位
初期は、椅子を使っていたが、企画会議後はロデオボーイに変わった。チャッターからの提供品であり、通称「ZEROデオボーイ」と呼ばれている健康器具にまたがり、まるでその行為をしている様に見せるコーナー。
YES!NO! バイブQuestion!
チャッターのプレゼントから考案。ゲストが無線ローター（小型バイブレーター）を自分の乳首に当て質問された答えがYesの場合はスイッチを入れる。ゲストの反応を見てYesなのかNoなのかを判断する。

### この番組からの新企画
パンストビリー（2009年4月21日 - ）
ゲストにパンストを履いてもらって、太もも部分などをアシスタントに破ってもらうコーナー。
パンツ脱ぎ脱ぎタイム（2009年6月2日 - ）
ノーパンdayがあまりにも続くことから今回ノーパンdayでアシスタントが脱ぐ時のタイトルが決まった。
森田のビデオボックストーク（2009年6月16日 - ）
毎週森田のビデオボックスで見た作品をいくつか紹介するコーナー。

### その他諸企画
おっぱい交換
ゲストのおっぱいをアシスタントが、さわったりゲストに触られたりしてお互いに感触を確かめあうコーナー。
欲望タイム・ぶっかけタイム
2回以上出演してくれたゲストの時だけ開催。制限時間が設けられており、その間にゲストがいろんなエロいことを言ってチャッターを興奮させ、最終的にパソコンにぶっかけてみる企画。

## 記録
MCとアシスタントのノーパンでの出演回数
- 長谷川瞳 - 6回
- かすみ果穂 - 3回

アシスタントがお土産を持ち込んだ回数
- 長谷川瞳 - 1回
- かすみ果穂 - 5回

ゲストのお土産DVDレーベル別登場回数
- 2回
  - ダスッ
  - MOODYZ
  - Waap
- 1回
  - Million
  - プレステージ
  - 桃太郎
  - SODクリエイト
  - おかず。
  - ピンクパイナップル
  - OPPAI
  - サイドビー
  - image
  - EROS HEARTS
  - S1
  - マドンナ
  - HATUDORI
  - メディア・ジャック

出演回数
最終回放送終了時。「エロ☆パラNight」・「エロ生☆パラダイス」を含む。アシスタントを含む。
- 出演4回
  - 持田茜
  - 君野ゆめ[10]
- 出演3回
  - 澄川ロア
  - 相崎琴音
  - KYOKO
  - あのあるる
- 出演2回
  - 松野ゆい
  - 三浦亜沙妃
  - 佐伯奈々
  - 乙音奈々
  - 板垣あずさ
  - 紗奈
  - 翔田千里
  - 範田紗々
  - Hitomi
  - 櫻井ゆうこ
- 出演1回
  - かすみ果穂[10]他多数

累計出演女優数
85人（+16人）